# Garshasp: The Monster Slayer

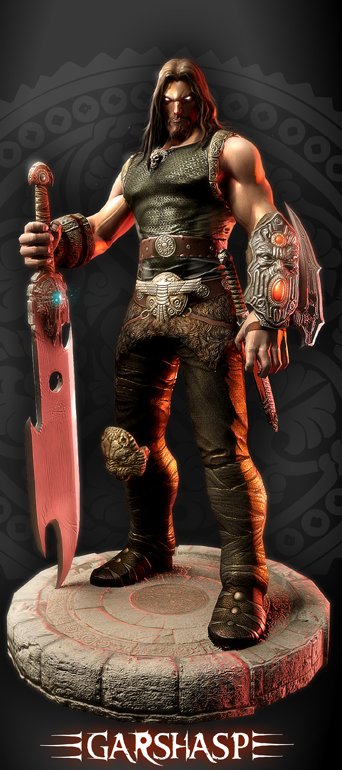
Garshasp

Garshasp: The Monster Slayer, é um jogo de ação-aventura em terceira pessoa desenvolvido pela produtora iraniana Dead mage Inc. para Linux e Windows.

## Enredo
A história do jogo é baseada nas aventuras do mostro-assassino mitológico persa Garshasp. O Grande Garshasp (The Great Garshasp), é como é conhecido o guerreiro protagonista do jogo. Sua primeira aparição é logo no começo quando o narrador o chama de "Great Garshasp" e ele está sentado próximo de uma fogueira. Ele está em busca do Mace of Trith.

## Desenvolvimento
O jogo foi desenvolvido pela Dead Mage baseado em um projeto anterior da não mais existente empresa Fanafzar Sharif Game Studios. Garshasp foi lançado para Windows independentemente via internet em 8 de maio de 2011, e foi lançado via Steam e GamersGate um dia depois. Na época do lançamento, o jogo recebeu várias críticas, apesar de constantemente elogiado pelo esforço ambicioso quando comparado a outros projetos de desenvolvimento independente. Dead Mage está em processo de portar o jogo para platarforma Linux.